# گلادبک
شهر گلادبکدر ایالت نوردراین-وستفالن در کشور آلمان واقع شده‌است.